# Brasil na Copa do Mundo FIFA de 2014
O Brasil participou pela vigésima vez numa Copa do Mundo FIFA, sendo esta em casa (assim como fora a de 1950), mantendo a situação de única seleção a participar de todas as edições do torneio da FIFA.
O treinador foi Luiz Felipe Scolari e o capitão Thiago Silva. A participação ficou marcada pela derrota de 7 a 1 contra a Alemanha. O Brasil terminou na quarta colocação.

## Ciclo da Copa
A CBF fez um convite para que Muricy Ramalho fosse o treinador a começar o ciclo da Copa 2014. Muricy rejeitou o cargo e atribuiu isso ao contrato que tinha assinado com o Fluminense, que era líder do Campeonato Brasileiro de 2010. Em entrevista para o SporTV em 2016, Muricy recordou: "Eu tinha fechado um acordo com o Fluminense, fiz um contrato de dois anos. Na quinta-feira, uma pessoa da CBF, que eu não conhecia, foi falar comigo no estacionamento e disse que o Ricardo Teixeira queria falar comigo no dia seguinte. Aí, no dia seguinte, cheguei lá, aí vai indo para um lugar estranho, não conhecia muito bem, um clube de golfe, cheio de gente. Sentamos numa mesa de bar. Eu não conseguia conversar. De repente, entrava um cara, depois o garçom, entrava filha de não sei quem. Não teve seriedade. Foram 3h30 (de conversa) e não saia muito do lugar. Aí ele (Ricardo Teixeira) fez a pergunta, foi assim mesmo: "E aí Muricy, você é o treinador da seleção?" Aí eu disse que tinha um problema. Ele disse: "Que problema?" Meio arrogante, e eu não gosto de gente assim. Disse que era o Fluminense. Eu esperava que ele pegasse o telefone e ligasse para o Roberto Horcades (então presidente do Fluminense) e falasse: "Vou tirar o seu treinador daí". Aí ele (Ricardo) disse para eu resolver tudo com o Fluminense. Foi a gota d'água". Ao fim da reunião, Ricardo Teixeira recusou cumprimentar Muricy Ramalho.
O Brasil começou a ser treinado por Mano Menezes, anunciado em 24 de julho de 2010. O treinador não conseguiu conquistar os títulos da Copa América de 2011 e dos Jogos Olímpicos de 2012. João Havelange criticou Mano Menezes: "Acho que o técnico fez uma análise, alguma coisa nesse sentido, mas é um imbecil, me perdoe a expressão. E tudo isso, se não modificar, nós não vamos chegar a nada. Eu, se fosse presidente, o meu técnico seria o Scolari, com o Parreira em cima. Experiência total, dois homens de personalidade, retos e corretos. Eu não tenho nada a dizer desse porque não o conheço, mas não está conseguindo nada".
Com Mano, a seleção atingiu a 13ª colocação no Ranking Mundial da FIFA. Criada em 1993, essa foi a pior classificação do Brasil na sua história.
O presidente da CBF, José Maria Marin, exigiu a convocação de Fred e Diego Cavalieri para o Superclássico das Américas de 2012. Mano acatou e conquistou o título, mas foi demitido após a competição.  Durante o torneio, a torcida no estádio Serra Dourada chamou o técnico de burro e pediu o retorno de Felipão.
Em 2022, Mano declarou: "Eu penso que cheguei muito rápido na seleção brasileira. Mas também penso que você não diz "não" para convites como esse. É como chegar em um clube grande. Você não pode dizer: "acho que não estou preparado". Você pode até rezar para não receber o convite na hora que você não achar adequado, mas quando você receber, tem que ir. A seleção brasileira é da mesma maneira".
A sugestão de Havelange foi acatada e Luis Felipe Scolari anunciado como novo técnico em 28 de novembro de 2012. Com Carlos Alberto Parreira como auxiliar. O técnico chegou com aprovação popular de 66%. Em amistoso contra o Chile em Belo Horizonte, Ronaldinho Gaúcho teria se atrasado e se apresentado bêbado. Assim, segundo o jornalista Jorge Kajuru, Felipão o teria descartado para a Copa do Mundo.
O Brasil conquistou a Copa das Confederações FIFA de 2013 ao aplicar uma goleada na então campeã mundial e bicampeã europeia Espanha. A presidente Dilma Roussef afirmou que seu governo era "Padrão Felipão". Tostão analisou: "Parece até que a conquista da Copa das Confederações, um torneio de preparação para o Mundial e sem grande nível técnico, seja motivo para tanta euforia, para Felipão ser tão bajulado, para todos os jogadores passarem a ser craques e terem o direito à titularidade na Copa". Os Protestos no Brasil contra a Copa do Mundo FIFA de 2014 não chegam a afetar a seleção.
O atacante Diego Costa, que vivia boa fase no Chelsea, se naturalizou espanhol e preferiu atuar pela Espanha. "Ele está dando as costas para um sonho de milhões, o de representar a nossa seleção pentacampeã em uma Copa do Mundo no Brasil", disse Felipão, à época, após desconvocá-lo.

## Amistosos prévios
| 14 de agosto de 2013 | Suíça            | 1 – 0     | Brasil | St. Jakob-Park, Basel                      |
| 15:45                | Daniel Alves 47' | Relatório |        | Público: 31 100 Árbitro: GER Deniz Aytekin |

| 7 de setembro de 2013 | Brasil                                                                        | 6 – 0     | Austrália | Estádio Nacional Mané Garrincha, Brasília                           |
| 16:15                 | Jô 8', 34' · Neymar 36' · Ramires 58' · Alexandre Pato 73' · Luiz Gustavo 84' | Relatório |           | Público: 40 996 Renda: R$ 3.751.640,00 Árbitro: PAR Enrique Cáceres |

| 10 de setembro de 2013 | Brasil                                 | 3 – 1     | Portugal          | Gillette Stadium, Foxborough             |
| 22:00                  | Thiago Silva 23' · Neymar 34' · Jô 49' | Relatório | Raul Meireles 17' | Público: 62 310 Árbitro: USA Juan Guzman |

| 12 de outubro de 2013 | Coreia do Sul | 0 – 2     | Brasil                 | Seoul World Cup Stadium, Seul                |
| 8:00                  |               | Relatório | Neymar 44' · Oscar 49' | Público: 65 038 Árbitro: UZB Ravshan Irmatov |

| 15 de outubro de 2013 | Brasil               | 2 – 0     | Zâmbia | Estádio Nacional de Pequim, Pequim |
| 8:45                  | Oscar 59' · Dedé 66' | Relatório |        | Árbitro: CHI Fan Qi                |

| 17 de novembro de 2013 | Honduras | 0 – 5     | Brasil                                                        | Sun Life Stadium, Miami                  |
| 22:30                  |          | Relatório | Bernard 22' · Dante 55' · Maicon 66' · Willian 70' · Hulk 74' | Público: 71 124 Árbitro: CAN Dave Gantar |

| 19 de novembro de 2013 | Brasil                 | 2 – 1     | Chile      | Rogers Centre, Toronto                       |
| 23:00                  | Hulk 14' · Robinho 79' | Relatório | Vargas 71' | Público: 53 331 Árbitro: CAN Silviu Petrescu |

| 5 de março de 2014 | África do Sul | 0 – 5     | Brasil                                               | Soccer City, Johannesburg                   |
| 14:00              |               | Relatório | Oscar 10' · Neymar 40', 46', 90+1' · Fernandinho 79' | Público: 67 616 Árbitro: ANG António Caxala |

| 3 de junho de 2014 | Brasil                                                 | 4 – 0     | Panamá | Serra Dourada, Goiânia                                          |
| 16:00              | Neymar 26' · Daniel Alves 40' · Hulk 46' · Willian 73' | Relatório |        | Público: 30 663 Renda: R$ 2.548.030,00 Árbitro: BOL Raúl Orosco |

| 6 de junho de 2014 | Brasil   | 1 – 0     | Sérvia | Morumbi, São Paulo                                                  |
| 16:00              | Fred 58' | Relatório |        | Público: 67 042 Renda: R$ 8.693.940,00 Árbitro: PAR Enrique Cáceres |

## Convocados
| Nº Camisa | Jogador      | Posição          | Data de nascimento     | Clube               |
| --------- | ------------ | ---------------- | ---------------------- | ------------------- |
| 1         | Jefferson    | Goleiro          | 2 de janeiro de 1983   | Botafogo            |
| 2         | Daniel Alves | Lateral Direito  | 6 de maio de 1983      | Barcelona           |
| 3         | Thiago Silva | Zagueiro         | 22 de setembro de 1984 | Paris Saint-Germain |
| 4         | David Luiz   | Zagueiro         | 22 de abril de 1987    | Chelsea             |
| 5         | Fernandinho  | Meia             | 4 de maio de 1985      | Manchester City     |
| 6         | Marcelo      | Lateral Esquerdo | 12 de maio de 1988     | Real Madrid         |
| 7         | Hulk         | Atacante         | 25 de julho de 1986    | Zenit               |
| 8         | Paulinho     | Meia             | 25 de julho de 1988    | Tottenham           |
| 9         | Fred         | Atacante         | 3 de outubro de 1983   | Fluminense          |
| 10        | Neymar       | Atacante         | 5 de fevereiro de 1992 | Barcelona           |
| 11        | Oscar        | Meia             | 9 de setembro de 1991  | Chelsea             |
| 12        | Júlio César  | Goleiro          | 3 de setembro de 1979  | Toronto FC          |
| 13        | Dante        | Zagueiro         | 18 de outubro de 1983  | Bayern de Munique   |
| 14        | Maxwell      | Lateral Esquerdo | 27 de agosto de 1981   | Paris Saint-Germain |
| 15        | Henrique     | Zagueiro         | 14 de outubro de 1986  | Napoli              |
| 16        | Ramires      | Meia             | 24 de março de 1987    | Chelsea             |
| 17        | Luiz Gustavo | Meia             | 23 de julho de 1987    | Wolfsburg           |
| 18        | Hernanes     | Meia             | 29 de maio de 1985     | Internazionale      |
| 19        | Willian      | Meia             | 9 de agosto de 1988    | Chelsea             |
| 20        | Bernard      | Atacante         | 8 de setembro de 1992  | Shakhtar Donetsk    |
| 21        | Jô           | Atacante         | 20 de março de 1987    | Atlético-MG         |
| 22        | Victor       | Goleiro          | 21 de janeiro de 1983  | Atlético-MG         |
| 23        | Maicon       | Lateral Direito  | 26 de julho de 1981    | Roma                |

## Copa do Mundo

### Preparação
A convocação da seleção brasileira foi recebida sem surpresas e teve como base a equipe campeã da Copa das Confederações FIFA de 2013. 16 atletas estiveram na conquista da copa das confederações. Felipão optou por deixar fora os veteranos "medalhões", como Ronaldinho Gaúcho, Adriano, Kaká e Robinho, mas não houve um clamor popular como na Copa de 2002.  A ausência de Filipe Luís e Miranda, que fizeram grande campanha pelo Atlético de Madri, foram as maiores citações. O lateral reclamou que o "critério de Felipão é não ter critério" e que os jogadores não são convocados por "merecimento e sim porque a lista é baseada na preferência do treinador". Para o The Guardian as surpresas foram as ausências de Kaká e Philippe Coutinho.
Segundo Felipão: "Naquela noite (em 2002) eu tive que improvisar, porque como eu sabia que não ia ser bem recebido no Rio, eu dormi em um outro hotel que ninguém sabia onde era, eu tive uma estratégia um pouco diferente. Ontem eu não precisei fazer isso, caminhei na Barra da Tijuca perto do hotel que estou, é uma situação mais tranquila do que naquela oportunidade. Sei que uma ou outra convocação não vai ser do agrado de A, B ou C, mas não com o mesmo clamor daquela vez, foi muito tranquilo agora. Estamos trabalhando na montagem dessa equipe há algum tempo, e dessa vez foi relativamente mais fácil".
A preparação da seleção brasileira para a Copa do Mundo teve início no dia 26 de maio. No dia 27 de maio, o cunhado de Luiz Felipe Scolari morreu de câncer. No dia 10 de junho, um sobrinho faleceu num acidente de carro. Durante a preparação, Luciano Huck interrompeu um treinamento para gravar uma reportagem. Antes de começar o evento, o UOL publicou que a Seleção brasileira treinou quase 25% a menos que o previsto. O motivo alegado foi a temporada europeia desgastante.

### Campanha
O Brasil estreou vencendo a Croácia por 3 a 1. O lateral Marcelo, contra, abriu o escore. O Brasil jamais havia feito um gol contra em 19 edições de Copa do Mundo. Neymar, primeiro de fora da área e depois de pênalti, e Oscar, já no final do jogo, marcaram os gols brasileiros. O penalti da virada foi bastante questionado pelos croatas. "Não foi pênalti. O juiz errou, mas o Brasil tinha que ganhar, não?", reclamou o meia Mateo Kovačić. O técnico da Croácia, Niko Kovak, foi enfático: "Nenhum dos presentes no estádio ou os 2,5 bilhões que assistiram à partida mundo afora viram pênalti, se for assim, haverá mil pênaltis na Copa. Foi ridículo o que fizeram".
No segundo jogo, empate em zero a zero contra o México. Hulk foi poupado sob alegação de estar machucado, mas o jogador negou estar lesionado. O time brasileiro criou quatro boas chances de gol, mas parou no goleiro Ochoa, que fez excelentes defesas. Após a partida, três jornais do Brasil (Folha de S.Paulo, O Globo e o site Uol) publicaram uma entrevista falsa que apontaram como exclusiva com o técnico da seleção brasileira, Felipão.
No terceiro jogo, vitória de 4 a 1 sobre Camarões. O Uol criticou: "O futebol precisa melhorar, porém. Depender só de Neymar pode, em um dia ruim do jogador, significar o fim do torneio para a seleção. Tostão analisou: "Se o Brasil for campeão, vai contrariar a máxima de que o jogo se ganha no meio-campo. A passagem da bola é feita pelo alto e em lançamentos longos.". Segundo Fred: "Nós estávamos querendo destaque individual. Tinha o Paulinho que era um cara que entrava na área, mas aí era muita jogada individual, o Paulinho queria entrar para chegar. Mas se ele tava passando para entrar na área às vezes não tinha um cruzamento, e se perder [a bola] era ele que tinha que voltar.  (...) Então já no terceiro jogo, ele ficou, "pô, nem vou". Eu, que não tava chegando tanta bola, eu falo: "pô não vou sair da área", você fica mais preso na área, porque vai chegar uma só. Nós tínhamos que ter um olhar mais coletivo".
Nas oitavas de final, o Brasil venceu o Chile nos pênaltis, após empate em um a um no tempo regulamentar. Após cobrança de escanteio, Jara empurrou contra as próprias redes em disputa com David Luiz (gol foi dado para o brasileiro). O Brasil era melhor no jogo, o segundo era questão de tempo. Marcelo e Hulk se atrapalharam em cobrança de lateral e a bola sobrou dentro da área brasileira para Alexis Sanchez, que empatou. A Espn Brasil definiu como "jogo de libertadores": "um jogo cheio de faltas, com arbitragem polêmica, bate boca entre jogadores, simulações, muito drama e que foi decidido apenas nas cobranças de pênaltis". Aos 15min do segundo tempo da prorrogação, o atacante chileno Pinilla entrou livre e chutou forte para acertar o travessão. Após o mundial, Pinilla tatuou o lance em suas costas. Sob o desenho, o atacante escreveu "One centimeter from glory", que em inglês significa "Um centímetro da glória". Thiago Silva, capitão da seleção brasileira, chorou e pediu para não bater o penalti: "Errei dois dos três últimos pênaltis que bati, e o Felipão me perguntou: 'Você pode ser o sexto?' Eu disse que não. Pedi para ficar como último da lista atrás até do Julio Cesar. Não estava confiante". Tostão analisou: "Como era esperado, a onda é dizer que o problema maior da seleção é emocional, que os jogadores não suportam a pressão e que choram demais, como se o choro fosse incompatível com a razão e a lucidez. Penso o contrário. O que salva a seleção é o envolvimento emocional dos jogadores, empurrados pela torcida e pela pressão de jogar em casa".
Nas quartas de final, o Brasil venceu a Colômbia por 2 a 1. O jornal O Globo classificou como "o dia da defesa brasileira no Castelão. A seleção segurou a pressão colombiana no final, os zagueiros resolveram a situação no ataque". Neymar, sofreu uma entrada de Juan Zúñiga aos 42 minutos do segundo tempo e saiu do jogo de maca e chorando muito. Após exames veio a constatação de que Neymar teve uma fratura na vértebra na região lombar e estava fora do Mundial. Após o jogo Neymar declarou: “Não tenho rancor, não sinto ódio. O Zúñiga me ligou no dia seguinte (ao jogo), pediu desculpa, me disse um tanto de coisa legal. Eu desejo só o melhor para ele, que tenha sucesso na carreira”.
De acordo com o jornalista Léo Miranda, a tática do Brasil era "Pressão sufocante na saída adversária com os homens de frente, ataque direto procurando o jogo físico com Hulk e a chegada de Paulinho como quarto meia; Fred no pivô e bola aérea para o gol no início". Com a má fase técnica de alguns jogadores como Paulinho e Fred e sem a mesma imposição física, o Brasil não conseguiu repetir essa estratégia. Com a marcação desencaixada, os dois jogos com mais infrações na Copa do Mundo foram os da Seleção Brasileira contra Chile e Colômbia. O duelo das oitavas teve 51 infrações, 28 dos brasileiros e 23 dos chilenos. Já no das quartas foram 54, com o time de Felipão fazendo 31, contra 23 dos rivais.
Antes da semifinal, Felipão chamou jornalistas do centro do país para uma reunião às portas fechadas, onde cobrou a imprensa. Segundo o Terra: "O treinador teria reclamado que a imprensa brasileira deu um destaque gigantesco para o pênalti marcado em cima de Fred e não critica com veemência o gol anulado e o pênalti sofrido por Hulk ou as simulações do holandês Robben na partida de oitavas de final contra o México". Na semifinal, o Brasil foi derrotado por 7 a 1 para a Alemanha. A surpresa foi a escalação de Bernard no lugar de Neymar machucado. A decisão foi tomada em acordo com os auxiliares Roque Júnior e Alexandre Gallo, conforme notícia da véspera da partida. Após o jogo, os treinadores assistentes alegaram que pregaram a escalação de Willian ou de Ramires, jogadores com características mais defensivas que Bernard. Os setoristas criticaram que Bernard treinou poucos minutos no time principal. A derrota do Brasil quebrou sua série de 62 jogos invictos em casa em partidas competitivas, que perdurava desde a Copa América de 1975, e igualou a maior goleada que havia sofrido em uma partida, ao lado de uma derrota por 6–0 para o Uruguai em 1920, sendo superada ainda a marca de maior diferença de gols sofridos em uma partida internacional. 
Na disputa pelo terceiro lugar, outra derrota, 3 a 0 para a Holanda. Contra a Holanda, Thiago Silva foi punido com apenas 98 segundos após cometer pênalti. Essa foi a advertência mais rápida das Copas. Brasil recebeu 13 cartões amarelos na Copa de 2014 e se tornou o recordista de advertências na história.

## Primeira fase
Como cabeça de chave do Grupo A, por ser país-sede, o Brasil enfrentou as seleções da Croácia e do México. Na última partida da primeira fase, enfrentou a seleção dos Camarões.
| 12 de junho   | Brasil                             | 3 – 1     | Croácia     | Arena de São Paulo, São Paulo                 |
| 17:00 (UTC−3) | Neymar 28', 71' (pen.) · Oscar 90' | Relatório | Marcelo 11' | Público: 62 103 Árbitro: JPN Yuichi Nishimura |

| Brasil | Croácia |

| BRASIL:             |    |              |     |     |
|                     |    |              |     |     |
| GR                  | 12 | Júlio César  |     |     |
| LD                  | 2  | Daniel Alves |     |     |
| ZA                  | 3  | Thiago Silva |     |     |
| ZA                  | 4  | David Luiz   |     |     |
| LE                  | 6  | Marcelo      |     |     |
| VO                  | 17 | Luiz Gustavo | 87' |     |
| VO                  | 8  | Paulinho     |     | 63' |
| MC                  | 11 | Oscar        |     |     |
| AT                  | 7  | Hulk         |     | 68' |
| AT                  | 10 | Neymar       | 27' | 88' |
| AT                  | 9  | Fred         |     |     |
| Substituições:      |    |              |     |     |
| MC                  | 18 | Hernanes     |     | 63' |
| AT                  | 20 | Bernard      |     | 68' |
| MC                  | 16 | Ramires      |     | 88' |
| Treinador:          |    |              |     |     |
| Luiz Felipe Scolari |    |              |     |     |

| CROÁCIA:       |    |                  |     |     |
|                |    |                  |     |     |
| GR             | 1  | Stipe Pletikosa  |     |     |
| LD             | 11 | Darijo Srna      |     |     |
| ZA             | 5  | Vedran Ćorluka   | 65' |     |
| ZA             | 6  | Dejan Lovren     | 69' |     |
| LE             | 2  | Šime Vrsaljko    |     |     |
| MC             | 10 | Luka Modrić      |     |     |
| MC             | 7  | Ivan Rakitić     |     |     |
| MC             | 4  | Ivan Perišić     |     |     |
| MC             | 20 | Mateo Kovačić    |     | 61' |
| MC             | 18 | Ivica Olić       |     |     |
| AT             | 9  | Nikica Jelavić   |     | 78' |
| Substituições: |    |                  |     |     |
| MC             | 14 | Marcelo Brozović |     | 61' |
| AT             | 16 | Ante Rebić       |     | 78' |
| Treinador:     |    |                  |     |     |
| Niko Kovač     |    |                  |     |     |

| Homem do Jogo: Neymar (Brasil) Bandeirinhas: Toru Sagara Toshiyuki Nagi Quarto árbitro: Alireza Faghani Quinto árbitro: Hassan Kamranifar |

| 17 de junho   | Brasil | 0 – 0     | México | Arena Castelão, Fortaleza                 |
| 16:00 (UTC−3) |        | Relatório |        | Público: 60 342 Árbitro: TUR Cüneyt Çakır |

| Brasil | México |

| BRASIL:             |    |              |     |     |
|                     |    |              |     |     |
| GR                  | 12 | Júlio César  |     |     |
| LD                  | 2  | Daniel Alves |     |     |
| ZA                  | 3  | Thiago Silva | 79' |     |
| ZA                  | 4  | David Luiz   |     |     |
| LE                  | 6  | Marcelo      |     |     |
| VO                  | 8  | Paulinho     |     |     |
| VO                  | 17 | Luiz Gustavo |     |     |
| MC                  | 16 | Ramires      | 45' | 46' |
| MC                  | 11 | Oscar        |     | 84' |
| AT                  | 10 | Neymar       |     |     |
| AT                  | 9  | Fred         |     | 68' |
| Substituições:      |    |              |     |     |
| AT                  | 20 | Bernard      |     | 46' |
| AT                  | 21 | Jô           |     | 68' |
| MC                  | 19 | Willian      |     | 84' |
| Treinador:          |    |              |     |     |
| Luiz Felipe Scolari |    |              |     |     |

| MÉXICO:        |    |                     |     |     |
|                |    |                     |     |     |
| GR             | 13 | Guillermo Ochoa     |     |     |
| ZA             | 2  | Francisco Rodríguez |     |     |
| ZA             | 4  | Rafael Márquez      |     |     |
| ZA             | 15 | Héctor Moreno       |     |     |
| AD             | 22 | Paul Aguilar        | 59' |     |
| AE             | 7  | Miguel Layún        |     |     |
| VO             | 23 | José Juan Vázquez   | 62' |     |
| MC             | 6  | Héctor Herrera      |     | 76' |
| MC             | 18 | Andrés Guardado     |     |     |
| AT             | 10 | Giovani dos Santos  |     | 84' |
| AT             | 19 | Oribe Peralta       |     | 74' |
| Substituições: |    |                     |     |     |
| AT             | 14 | Javier Hernández    |     | 74' |
| MC             | 8  | Marco Fabián        |     | 76' |
| AT             | 9  | Raúl Jiménez        |     | 84' |
| Treinador:     |    |                     |     |     |
| Miguel Herrera |    |                     |     |     |

| Homem do Jogo: Guillermo Ochoa (México) Bandeirinhas: Bahattin Duran Tarik Ongun Quarto árbitro: Svein Oddvar Moen Quinto árbitro: Kim Haglund |

| 23 de junho   | Camarões  | 1 – 4     | Brasil                                       | Estádio Nacional de Brasília, Brasília      |
| 17:00 (UTC−3) | Matip 26' | Relatório | Neymar 17', 35' · Fred 49' · Fernandinho 84' | Público: 69 112 Árbitro: SWE Jonas Eriksson |

| Camarões | Brasil |

| CAMARÕES:      |    |                          |     |     |
|                |    |                          |     |     |
| GR             | 16 | Charles Itandje          |     |     |
| LD             | 22 | Allan Nyom               |     |     |
| ZA             | 3  | Nicolas N'Koulou         |     |     |
| ZA             | 21 | Joël Matip               |     |     |
| LE             | 12 | Henri Bedimo             |     |     |
| VO             | 7  | Landry N'Guémo           |     |     |
| MC             | 17 | Stéphane Mbia            | 80' |     |
| MC             | 18 | Eyong Enoh               | 11' |     |
| AD             | 13 | Eric Maxim Choupo-Moting |     | 81' |
| AE             | 8  | Benjamin Moukandjo       |     | 58' |
| AT             | 10 | Vincent Aboubakar        |     | 72' |
| Substituições: |    |                          |     |     |
| MC             | 20 | Edgar Salli              | 76' | 58' |
| AT             | 15 | Pierre Webó              |     | 72' |
| MC             | 11 | Jean Makoun              |     | 81' |
| Treinador:     |    |                          |     |     |
| Volker Finke   |    |                          |     |     |

| BRASIL:             |    |              |  |     |
|                     |    |              |  |     |
| GR                  | 12 | Júlio César  |  |     |
| LD                  | 2  | Daniel Alves |  |     |
| ZA                  | 3  | Thiago Silva |  |     |
| ZA                  | 4  | David Luiz   |  |     |
| LE                  | 6  | Marcelo      |  |     |
| VO                  | 17 | Luiz Gustavo |  |     |
| VO                  | 8  | Paulinho     |  | 46' |
| MC                  | 11 | Oscar        |  |     |
| AT                  | 7  | Hulk         |  | 63' |
| AT                  | 10 | Neymar       |  | 71' |
| AT                  | 9  | Fred         |  |     |
| Substituições:      |    |              |  |     |
| MC                  | 5  | Fernandinho  |  | 46' |
| MC                  | 16 | Ramires      |  | 63' |
| MC                  | 19 | Willian      |  | 71' |
| Treinador:          |    |              |  |     |
| Luiz Felipe Scolari |    |              |  |     |

| Homem do Jogo: Neymar (Brasil) Bandeirinhas: Mathias Klasenius Daniel Wärnmark Quarto árbitro: Svein Oddvar Moen Quinto árbitro: Kim Haglund |

### Classificação
| Pos | Equipe     | Pts | J | V | E | D | GP | GC | SG | Classificado      |
| --- | ---------- | --- | - | - | - | - | -- | -- | -- | ----------------- |
| 1   | Brasil (H) | 7   | 3 | 2 | 1 | 0 | 7  | 2  | +5 | Fase eliminatória |
| 2   | México     | 7   | 3 | 2 | 1 | 0 | 4  | 1  | +3 | Fase eliminatória |
| 3   | Croácia    | 3   | 3 | 1 | 0 | 2 | 6  | 6  | 0  | Eliminado         |
| 4   | Camarões   | 0   | 3 | 0 | 0 | 3 | 1  | 9  | −8 | Eliminado         |

## Segunda fase

### Oitavas de final
| 28 de junho | Brasil         | 1 – 1 (pro) | Chile      | Estádio Mineirão, Belo Horizonte         |
| 13:00       | David Luiz 18' | Relatório   | Alexis 32' | Público: 57 714 Árbitro: ENG Howard Webb |

|                                        |       | Penalidades                       |  |
| David Luiz Willian Marcelo Hulk Neymar | 3 – 2 | Pinilla Alexis Aránguiz Díaz Jara |  |

| Brasil | Chile |

| BRASIL:             |    |              |        |      |
|                     |    |              |        |      |
| GR                  | 12 | Júlio César  |        |      |
| LD                  | 2  | Daniel Alves | 105+1' |      |
| ZA                  | 3  | Thiago Silva |        |      |
| ZA                  | 4  | David Luiz   |        |      |
| LE                  | 6  | Marcelo      |        |      |
| VO                  | 5  | Fernandinho  |        | 72'  |
| VO                  | 17 | Luiz Gustavo | 60'    |      |
| AD                  | 7  | Hulk         | 55'    |      |
| MC                  | 11 | Oscar        |        | 106' |
| AE                  | 10 | Neymar       |        |      |
| AT                  | 9  | Fred         |        | 64'  |
| Substituições:      |    |              |        |      |
| AT                  | 21 | Jô           | 93'    | 64'  |
| MC                  | 16 | Ramires      |        | 72'  |
| MC                  | 19 | Willian      |        | 106' |
| Treinador:          |    |              |        |      |
| Luiz Felipe Scolari |    |              |        |      |

| CHILE:         |    |                  |      |      |
|                |    |                  |      |      |
| GR             | 1  | Claudio Bravo    |      |      |
| ZA             | 5  | Francisco Silva  | 40'  |      |
| ZA             | 17 | Gary Medel       |      | 108' |
| ZA             | 18 | Gonzalo Jara     |      |      |
| LD             | 4  | Mauricio Isla    |      |      |
| LE             | 2  | Eugenio Mena     | 17'  |      |
| MC             | 20 | Charles Aránguiz |      |      |
| MC             | 21 | Marcelo Díaz     |      |      |
| MC             | 8  | Arturo Vidal     |      | 87'  |
| AT             | 7  | Alexis Sánchez   |      |      |
| AT             | 11 | Eduardo Vargas   |      | 57'  |
| Substituições: |    |                  |      |      |
| MC             | 16 | Felipe Gutiérrez |      | 57'  |
| AT             | 9  | Mauricio Pinilla | 102' | 87'  |
| ZA             | 13 | José Rojas       |      | 108' |
| Treinador:     |    |                  |      |      |
| Jorge Sampaoli |    |                  |      |      |

| Homem do Jogo: Júlio César (Brasil) Bandeirinhas: Michael Mullarkey Darren Cann Quarto árbitro: Felix Brych Quinto árbitro: Mark Borsch |

### Quartas de final
| 4 de julho | Brasil                           | 2 – 1     | Colômbia                   | Estádio Castelão, Fortaleza                          |
| 17:00      | Thiago Silva 7' · David Luiz 69' | Relatório | James Rodríguez 80' (pen.) | Público: 60 342 Árbitro: ESP Carlos Velasco Carballo |

| Brasil | Colômbia |

| BRASIL:             |    |              |     |     |
|                     |    |              |     |     |
| GR                  | 12 | Júlio César  | 78' |     |
| LD                  | 23 | Maicon       |     |     |
| ZA                  | 3  | Thiago Silva | 64' |     |
| ZA                  | 4  | David Luiz   |     |     |
| LE                  | 6  | Marcelo      |     |     |
| VO                  | 5  | Fernandinho  |     |     |
| VO                  | 8  | Paulinho     |     | 86' |
| AD                  | 7  | Hulk         |     | 82' |
| MA                  | 11 | Oscar        |     |     |
| AE                  | 10 | Neymar       |     | 88' |
| AT                  | 9  | Fred         |     |     |
| Substituições:      |    |              |     |     |
| MC                  | 16 | Ramires      |     | 82' |
| MC                  | 18 | Hernanes     |     | 86' |
| ZA                  | 15 | Henrique     |     | 88' |
| Treinador:          |    |              |     |     |
| Luiz Felipe Scolari |    |              |     |     |

| COLÔMBIA:      |    |                   |     |     |
|                |    |                   |     |     |
| GR             | 1  | David Ospina      |     |     |
| LD             | 18 | Juan Zúñiga       |     |     |
| ZA             | 2  | Cristián Zapata   |     |     |
| ZA             | 3  | Mario Yepes       | 71' |     |
| LE             | 7  | Pablo Armero      |     |     |
| VO             | 13 | Fredy Guarín      |     |     |
| MC             | 6  | Carlos Sánchez    |     |     |
| AD             | 11 | Juan Cuadrado     |     | 80' |
| AE             | 14 | Víctor Ibarbo     |     | 46' |
| AT             | 9  | Teófilo Gutiérrez |     | 70' |
| AT             | 10 | James Rodríguez   | 67' |     |
| Substituições: |    |                   |     |     |
| AT             | 19 | Adrián Ramos      |     | 46' |
| AT             | 17 | Carlos Bacca      |     | 70' |
| MC             | 20 | Juan Quintero     |     | 80' |
| Treinador:     |    |                   |     |     |
| José Pékerman  |    |                   |     |     |

| Homem do Jogo: David Luiz (Brasil) Bandeirinhas: Roberto Alonso Juan Carlos Yuste Quarto árbitro: Svein Oddvar Moen Quinto árbitro: Kim Haglund |

### Semifinal
| 8 de julho | Brasil    | 1 – 7     | Alemanha                                                                  | Estádio Mineirão, Belo Horizonte             |
| 17:00      | Oscar 90' | Relatório | Müller 11' · Klose 23' · Kroos 24', 26' · Khedira 29' · Schürrle 69', 79' | Público: 58 141 Árbitro: MEX Marco Rodríguez |

| Brasil | Alemanha |

| BRASIL:             |    |              |  |     |
|                     |    |              |  |     |
| GR                  | 12 | Júlio César  |  |     |
| LD                  | 23 | Maicon       |  |     |
| ZA                  | 13 | Dante        |  | 69' |
| ZA                  | 4  | David Luiz   |  |     |
| LE                  | 6  | Marcelo      |  |     |
| VO                  | 5  | Fernandinho  |  | 46' |
| VO                  | 17 | Luiz Gustavo |  |     |
| AD                  | 7  | Hulk         |  | 46' |
| MC                  | 11 | Oscar        |  |     |
| AE                  | 20 | Bernard      |  |     |
| AT                  | 9  | Fred         |  | 70' |
| Substituições:      |    |              |  |     |
| MC                  | 8  | Paulinho     |  | 46' |
| MC                  | 16 | Ramires      |  | 46' |
| AT                  | 19 | Willian      |  | 70' |
| Treinador:          |    |              |  |     |
| Luiz Felipe Scolari |    |              |  |     |

| ALEMANHA:      |    |                        |  |     |
|                |    |                        |  |     |
| GR             | 1  | Manuel Neuer           |  |     |
| LD             | 16 | Philipp Lahm           |  |     |
| ZA             | 20 | Jérôme Boateng         |  |     |
| ZA             | 5  | Mats Hummels           |  | 46' |
| LE             | 4  | Benedikt Höwedes       |  |     |
| MC             | 7  | Bastian Schweinsteiger |  |     |
| MC             | 6  | Sami Khedira           |  | 76' |
| AD             | 13 | Thomas Müller          |  |     |
| MA             | 18 | Toni Kroos             |  |     |
| AT             | 8  | Mesut Özil             |  |     |
| AT             | 11 | Miroslav Klose         |  | 58' |
| Substituições: |    |                        |  |     |
| ZA             | 17 | Per Mertesacker        |  | 46' |
| AT             | 9  | André Schürrle         |  | 58' |
| MC             | 14 | Julian Draxler         |  | 76' |
| Treinador:     |    |                        |  |     |
| Joachim Löw    |    |                        |  |     |

| Homem do Jogo: Toni Kroos (Alemanha) Bandeirinhas: Marvin Torrentera Marcos Quintero Quarto árbitro: Mark Geiger Quinto árbitro: Mark Hurd |

### Decisão do terceiro lugar
| 12 de julho | Brasil | 0 – 3     | Países Baixos                                      | Estádio Nacional, Brasília                   |
| 17:00       |        | Relatório | Van Persie 3' (pen.) · Blind 17' · Wijnaldum 90+1' | Público: 68 034 Árbitro: ALG Djamel Haimoudi |

| Brasil | Holanda |

| BRASIL:             |    |              |     |     |
|                     |    |              |     |     |
| GR                  | 12 | Júlio César  |     |     |
| LD                  | 23 | Maicon       |     |     |
| ZA                  | 3  | Thiago Silva | 2'  |     |
| ZA                  | 4  | David Luiz   |     |     |
| LE                  | 14 | Maxwell      |     |     |
| VO                  | 8  | Paulinho     |     | 57' |
| VO                  | 17 | Luiz Gustavo |     | 46' |
| AD                  | 16 | Ramires      |     | 73' |
| MC                  | 11 | Oscar        | 68' |     |
| AE                  | 19 | Willian      |     |     |
| AT                  | 21 | Jô           |     |     |
| Substituições:      |    |              |     |     |
| MC                  | 5  | Fernandinho  | 54' | 46' |
| MC                  | 18 | Hernanes     |     | 57' |
| AT                  | 7  | Hulk         |     | 73' |
| Treinador:          |    |              |     |     |
| Luiz Felipe Scolari |    |              |     |     |

| HOLANDA:       |    |                     |     |       |
|                |    |                     |     |       |
| GR             | 1  | Jasper Cillessen    |     | 90+3' |
| ZA             | 3  | Stefan de Vrij      |     |       |
| ZA             | 2  | Ron Vlaar           |     |       |
| ZA             | 4  | Bruno Martins Indi  |     |       |
| AD             | 15 | Dirk Kuyt           |     |       |
| AE             | 5  | Daley Blind         |     | 70'   |
| MC             | 16 | Jordy Clasie        |     | 90'   |
| MC             | 20 | Georginio Wijnaldum |     |       |
| VO             | 8  | Jonathan de Guzmán  | 36' |       |
| AT             | 11 | Arjen Robben        |     |       |
| AT             | 9  | Robin van Persie    | 9'  |       |
| Substituições: |    |                     |     |       |
| DF             | 7  | Daryl Janmaat       |     | 70'   |
| DF             | 13 | Joël Veltman        |     | 90'   |
| GR             | 23 | Michel Vorm         |     | 90+3' |
| Treinador:     |    |                     |     |       |
| Louis van Gaal |    |                     |     |       |

| Homem do Jogo: Arjen Robben (Holanda) Bandeirinhas: Redouane Achik Abdelhalk Etchiali Quarto árbitro: Yuichi Nishimura Quinto árbitro: Toru Sagara |